# Vitis tsoii
Vitis tsoii är en vinväxtart som beskrevs av Merrill. Vitis tsoii ingår i släktet vinsläktet, och familjen vinväxter. Inga underarter finns listade i Catalogue of Life.